# Електротехнички факултет Универзитета у Источном Сарајеву
Електротехнички факултет  у Источном Новом Сарајеву налази се у саставу Универзитета у Источном Сарајеву, једног од два државна универзитета у Републици Српској. Смјештен је у источносаајевском насељу Лукавица.

## Историјат
20. маја 1949. Влада Народне републике Босне и Херцеговине доноси Уредбу о оснивању Техничког факултета у Сарајеву. Тада су основана два одсјека, грађевински и архитектонски. Након што се јавила потреба за школовањем стручних кадрова електротехнике, савјет предузећа "Енергоинвеста" Сарајево предлаже Извршном вијећу Босне и Херцеговине формирање електротехничког одсјека на Техничком факултету у Сарајеву. У октобру мјесецу 1961. године почиње редовна настава на Електротехничком факултету у Сарајеву истовремено на првој и другој години! Прву годину похађају новоуписани студенти, док су студенти друге године били студенти који су прву годину одслушали на машинском одсјеку Техничког факултета и на другим електротехничким факултетима у земљи. Факултет се развијао сходно могућносима и у складу са потребним капацитетима за тржише рада. Настава је у великој мјери побољшана, током 1963. године када се формирају: лабораторија Катедре за основе електротехнике и електрична мјерења и лабораторија за електричне машине. Почетком седамдесетих година, у насељу Лукавица, почела је са градњом нова зграда за Електротехнички факултет, која је усељена 1975. године, а у којој је данас смјештен Електротехнички факултет Универзитета у Источном Сарајеву, и одређен број других факултета, као и сам Универзитет у Источном Сарајеву.
До избијања ратхих сукоба на простору Босне и Херцеговине, факултет је егзистирао у оквиру Универзитета у Сарајеву, а након Одлуке Народне скупштине Републике Српске, којом новоосновани Универзитет у Сарајеву Републике Српске, постаје правни насљедник Универзитета у Сарајеву и Електротехнички факултет настаља свој рад у оквиру овог универзитета.

### 1992-
Два факултета баштине традицију Електротехничког факултета у Сарајеву из периода 1961 – 1992: Електротехнички факултет Универзитета у Сарајеву и Електротехнички факултет Универзитета у Сарајеву Републике Српске, касније Универзитета у Српском Сарајеву, данас Универзитета у Источном Сарајеву.
Академске 2004/2005. почиње се примјењивати Нови наставни план и програм, у складу са Болоњском декларацијом. Ради усклађивања са Законом о високом образовању, 2007. године се Електротехнички факултет, као правни субјект, брише из судског регистра и наставља да функционише као организациона јединица Универзитета у Источном Сарајеву. Дозволом за рад број 07.023-3899/09, издатом од стране Министарства просвјете и културе, 22. 06. 2009. Универзитету у Источном Сарајеву је дато, између осталих одобрења, и одобрење за извођење наставе на студијским програмима Електроенергетика, Аутоматика и електроника и Рачунарство и информатика.
Дозволу за извођење наставе на другом циклусу студија ЕТФ добија 15. 12. 2009. (Дозвола за рад издата од Министарства просвјете и културе, број 07.023/602-8345/09), и то за студијске прогаме Електроенергетика, Аутоматика и електроника и Рачунарска техника и информатика.

## Управљачка структура
Органи факултета су:
*Декан
*Научно-наставно вијеће
Састав Научно-наставног вијећа дефинисан је Статутом Универзитета, а тренутно су чланови Научно-наставног вијећа Електротехничког факултета: 20 професора, 7 виших асистената, 6 асистената и 6 студената и то 5 студената са првог циклуса студија и 1 студент са другог циклуса студија.
Надлежности Научно-наставног вијећа и Декана факултета дефинисане су Статутом Универзитета.
ЕТФ тренутно има два продекана:
*Продекана за наставу
*Продекана за науку и предузетништво
Правилником о унутрашњој организацији и систематизацији радних мјеста на Универзитету утврђују се број и надлежности продекана.
На нивоу ЕТФ-а постоје сљедеће стручне службе:
*деканат
*библиотека
*студентска служба
*рачуноводство
Надлежности стручних служби наведене су у Правилнику о унутрашњој организацији и систематизацији радних мјеста, којим се утврђује унутрашња организација рада Универзитета, систематизација радних мјеста са описом послова који се обављају, посебним условима које запослени треба да испуњавају за обављање послова на радном мјесту, те бројем извршилаца, као и друга питања од значаја за рад и функционисање Универзитета.
Права и обавезе студената регулисана су Статутом Универзитета. Студенти који су примљени и уписани на Универзитет улазе у уговорни однос са Универзитетом. Уговором се утврђују права, обавезе и одговорности студената, услови студирања, права и обавезе Универзитета и организационих јединица према студентима.

### Студентско представничко тијело
Студентско представничко тијело Електротехничког факултета Универзитета у Источном Сарајеву чине студенти чланови Вијећа факултета, као и студенти чланови Савеза студената Електротехничког факултета у Источном Сарајеву – "Стелекс". Чланови Вијећа факултета су студенти изабрани на студентским изборима на мандатни период од годину дана. Члан „Стелекса“ може бити сваки студент Електротехничког факултета. Начин рада „Стелекса“ утврђују студенти Факултета Статутом „Стелекса“, након претходно прибављене сагласности Сената Универзитета. Студенти преко изабраних представника ове организације остварују комуникацију са руководством Факултета, али и надлежнима за студентска питања на нивоу Универзитета и на тај начин се боре за остваривање својих права.

## Студијски програми
Наставна дјелатност на факултету одвија се кроз заједнички студијски програм (прва и друга година студија) и три усмјерена студијска програма:
- Одсјек за електроенергетику,
- Одсјек за аутоматику и електронику,
- Одсјек за рачунарство и информатику.

Опредјељење за завршни студијски програм врши се приликом уписа на факултет.

### Аутоматика и електроника
Аутоматика и електроника пружају сљедеће могућности будућим студентима:
-да стекну знања и вјештине из области теорије аутоматског управљања, метода идентификације и симулације процеса, пројектовања система аутоматског управљања, коришћење одговарајућих програмских пакета,
-да се оспособе и практично усаврше у примјени микропроцесора, програмабилних логичких контролера, робота и манипулатора, уређаја за аквизицију, специјализованих рачунарских система за уградњу, великих рачунарских система за управљање процесима,
-да се оспособе за пројектовање, тестирање и примјену аналогних и дигиталних електронских кола и уређаја,
-да се упознају са комуникационим протоколима (TCP/IP, I2C, USB...) те њиховом примјеном.

### Електроенергетика
Електроенергетика пружа сљедеће могућности будућим студентима:
-да стекну знања и вјештине из области производње, преноса, дистрибуције и коришћења електричне енергије, те из области пројектовања електроенергетске и друге врсте опреме и уређаја из области пројектовања и изградње електроенергетских система, те њихове производње,
-да се оспособе за развој и примјену нових извора електричне енергије (обновљиви извори), уз потпуно разумијевање планских потреба за овом врстом извора, узимајући у обзир предности и недостатке ових извора електричне енергије,
-да се кроз комбинацију знања наведених у претходним тачкама, уз знања стечена из области аутоматских система и енергетске електронике, потпуно оспособе за рад у области производње и коришћења електричне енергије, што је од виталног интереса за друштвену заједницу.

### Рачунарство и информатика
Рачунарство и информатика пружају сљедеће могућности будућим студентима стицање знања и вјештина из општих и практично примјенљивих знања из области рачунарства и информатике.
Кроз ужи стручни дио студија студенти стекну знања и вјештине из:
- објектно оријентисаног програмирања,
-WEB/Интернет програмирања,
-архитектуре и организације рачунара,
-база података (креирање, коришћење, управљање),
-системског софтвера,
-области интеракције човјека и рачунара,
-пројектовања софтвера и хардвера система за различите примјене,
-пројектовања и одржавања рачунарских мрежа,
-сигурности рачунарских мрежа и система,
-паралелних рачунарских система,
-примјене и одржавања комуникационог рачунарског хардвера.

## Омладинско удружење студената Електротехничког факултета "СТЕЛЕКС"-
Омладинско удружење студената Електротехничког факултета "СТЕЛЕКС" заузима главно мјесто у организовању студената електротехнике. Удружење проводи акције везане за унапређење друштвеног и професионалног живота студената у виду организовања различите врсте семинара, предавања, спортских такмичења, студентских журки, туристичких путовања и хуманитарних акција. Већ током студија, чланови организације добијају прилику да се упознају са начином рада у групи, да реализују различите активности на полупрофесионалном нивоу, да развијају своје вјештине и способности, те да стекну познанства са људима са којима ће сарађивати по окончању студија.

## Међународни симпозијум Инфотех-Јахорина
Међународни симпозијум Инфотех-Јахорина окупља стручњаке, научнике, инжењере, истраживаче и студенте из области информационих технологија и њихове примјене у области система управљања, комуникационих система и електронских система, електроенергетике и других области електротехнике и рачунарства. Радни дио Симпозијума организован је кроз сесије, округле столове, предавања по позиву и презентације. Симпозијум посвећује посебну пажњу младим истраживачима и студентима организујући посебну студентску сесију. Ове, 2022. године одржан је 21. Инфотех-Јахорина